# Eurydema ventralis
Eurydema ventralis је врста стенице која припада фамилији Pentatomidae.

## Распрострањење
Врста има палеарктичко распрострањење, насељава већи део Европе. У Србији је честа врста, среће се и у низијима и на већим висинама, преко 1000m надморске висине али је чешћа у нижим пределима.

## Опис
Тело је овално, врста је препознатљива по црвеним шарама, нијанса шаре иде од светло жуте до јарке црвене боје. Слична је врстама Eurydema dominulus и Eurydema ornata па треба бити пажљив у разликовању ових врста. Најлакше је разликовати их по шари на кориуму (видети цртеж на страници Pentatomidae). E. ornata има црну мрљу испод које се пружа затамљени део, E. ventralis има само црну мрљу а остатак кориума је црвене боје, а E. dominulus нема ни црну мрљу ни затамљени део након ње. Глава и антене су црне боје. Дужина тела је око 10mm.

## Биологија
E. ventralis има две генерације годишње. Презимљава у стадијуму одрасле јединке, које постају активне на пролеће, већ у априлу почиње парење. Након парења женке полажу јаја на биљку домаћина, из којих излазе младе једнике половином маја а одрасле једнике прве генерације се јављаву у јуну, а друге генерације у августу. Биљка домаћин су најчешће врсте породице купусњача (Brassicaceae). Сматра се штеточином купуса, али и кромпира и неких житарица.

## Синоними
- Rubrodorsalium ventralis Kolenati, 1846
- Eurydema ventrale Kolenati, 1846